# Živaja
Živaja je selo koje se nalazi u Sisačko-moslavačkoj županiji, na području općine Hrvatska Dubica.

## Zemljopisni položaj
Nalazi se na pravcu između gradova Hrvatska Dubica i Sunja. Zemljopisne koordinate su z. širina +45° 14' 45.60", z. dužina +16° 43' 22.80". 
Živaja je selo dugo 7 kilometara i jedno je od najdužih sela na ovoj regiji, pa i šire. Prostire se na oko 30 četvornih kilometara. Moglo bi se reći da je svojim položajem, zajedno s matičnom općinom H. Dubica, smještena u prostor između dviju rijeka, Save i Une, koje svojim tokom ograničavaju prostor u obliku nepravilnog slova «V» ili pak bolje rečeno, oblik potkove. Selo je «ušorenog» tipa i kuće su u pravilnom nizu s obje strane ceste. Cesta je svim svojim dijelom gotovo ravna. Tek na nekoliko mjesta se nalaze vrlo blaga, golom oku gotovo neprimjetna dva, tri, moglo bi se reći «uspona». S desne strane, paralelno s prometnicom u pravcu jugo-istok sjevero-zapad (pravac Hr.Dubica- Sisak) proteže se željeznička pruga, udaljena od ceste na oko 400 m. Taj dio između pruge i ceste je gotovo idealno ravan i nizinski dio. Desno od pruge u istoj ravni, nastavlja se nizinski dio oko 1,5-2 km, sve do velikog šumskog gazdinstva koje se opet proteže u istoj nizini do rijeke Save. 
Lijevi dio uz cestu oko 50-100 m je također ista ravan na koju se nadovezuju blagi brežuljci visinske razlike ne veće od 10-20 m u odnosu na selo i ovu ravan, i ne suviše strmi. Po izlasku na te brežuljke ponovo se prostire ravnica, visoravan koja se proteže oko 4-5 km i spušta u pounje.

## Stanovništvo
Po popisu stanovništva iz 2001. godine selo ima 484 stanovnika. Na popisu iz 1991. godine Živaja je imala 726, a 1981. godine 800 stanovnika. Ima oko 290 kuća.
| broj stanovnika | 792   | 982   | 1048  | 1187  | 1178  | 1357  | 1317  | 1444  | 1062  | 1057  | 1055  | 943   | 800   | 726   | 484   | 309   | 179   |
|                 | 1857. | 1869. | 1880. | 1890. | 1900. | 1910. | 1921. | 1931. | 1948. | 1953. | 1961. | 1971. | 1981. | 1991. | 2001. | 2011. | 2021. |

## Povijest
Od pojedinih dokumenata o doseljavanju stanovništva na ovo područje, na Baniju, postoji jedan iz godine 1687. U tom dokumentu Hrvatski ban Nikola Erdödy poziva zagrebačkog biskupa Martina Borkovića da dozvoli naseljavanje Srba po Boviću i Kirinu, gdje su se nalazili biskupovi posjedi. Nešto kasnije petrinjski grof Franjo Erdödy, godine 1693. postavlja kneza Petra Draškovića za glavara Vlasima u Slabinji i drugim okolnim mjestima. 
U Donjoj Baniji imala je svoje posjede porodica hrvatskih velikaša Keglevića. Zbog svojih posjeda oko Blinje oni su se stalno sukobljavali s Turcima. Zbog toga hrvatski plemić Petar Keglević naseljava vlaške obitelji oko Petrinje. Godine 1697. dovodi Vlahe u Krivaju. Iste godine Vlasi se naseljavaju i oko Sunje. Dvije godine kasnije, 1699. godine, naseljena je Živaja. 
Poslije II. svjetskog rata stanovništvo se u selu bavilo uglavnom poljoprivrednom proizvodnjom  i stočarstvom kao osnovnim granama. Zemlja se obrađivala na vrlo primitivan način, pomoću životinja i s puno ljudskog rada. Bila su to usitnjena domaćinstva, s malim brojem stoke i sitnim zemljišnim parcelama. Zahvaljujući svom vrlo teškom radu ljudi su uspjeli preživljavati i oporaviti se od velikih strahota rata (1945.g. cijelo selo je bilo u zgarištu). Produktivnost je bila vrlo slaba, a svakodnevni rad težak i naporan. 
Zbog blizine gradskih centara (Sisak, Petrinja, Zagreb) i postojanja prometne povezanosti s tim gradovima, razvitkom industrijalizacije, krajem pedesetih i početkom šezdesetih godina prošlog stoljeća, ljudi su sve više odlazili na rad u tvornice. Dobar dio muške populacije bio je zaposlen u gradovima. Zahvaljujući dnevnim migracijama ljudi su, pored rada u tvornicama, uspjeli održati poljoprivrednu proizvodnju i čak što više podići je na nešto viši nivo. Kako je vrijeme odmicalo sve više je mladih ljudi odlazilo u gradove na školovanje. Obzirom na tadašnju ne popularnost života na selu i rad na poljoprivredi, poslije školovanja mladi su se uglavnom zapošljavali i ostajali u gradovima.
U periodu od 1975. – 1991. godine prosječna starost stanovništva u selu se povećavala što govori da je radno- sposobno stanovništvo uglavnom napuštalo selo. Od popisa iz 1981.g. s 800 stanovnika zabilježen je pad na 726 na popisu 1991.g.

## Prometna povezanost
Kroz selo Živaja prolazi cestovna prometnica kategorizirana kao državna cesta i nosi oznaku D224. 
Željeznička pruga koja prolazi paralelno sa selom, udaljenosti oko 300-tinjak metara od građevinske zone sela, svrstana je u kategoriju pruga od značaja za međunarodni promet. Izgrađena je još davne 1889.godine kada je građena trasa Sunja-Novska-Slavonski Brod. Kao pruga pripada dijelom željezničkom pravcu pruge na X paneuropskom koridoru službene oznake M1, a ovaj dio pruge (ogranak) nosi oznaku M104 i puni naziv joj je Zagreb Glavni kolodvor – Sisak –Novska. Daljnji pravac ove pruge je: Vinkovci, državna granica, Srbija. 
Selo Živaja je mjesto koje ima stanicu za lokalne vlakove na toj trasi.
Udaljenost sela Živaja od Auto-ceste D4 je 30 km, od Hrv. Dubice 6 km, Hrvatske Kostajnice 18 km, Siska 35 km, Zagreba 88 km, Banja Luka 92 km, Beograd 310 km, Sarajevo 326 km, Budimpešta 353 km, Beč 470 km, Rim 993 km, Pariz 1495 km, London 1746 km.

## Turizam
Turizam u selu Živaja je nerazvijen ili bolje reći da gotovo i ne postoji. Do 1991.godine selo je bilo prepoznatljivo po svom zaštitniku, pravoslavnom svetcu sv.Ilija koji se već tradicionalno obilježavao svakog 02.kolovoza u godini u vidu praznika sela i okupljanja velikog broja ljudi. Taj dan, pa čak dan ili dva ranije, domaćinstva su primala svoje goste iz raznih krajeva. "Svetom Iliji" kako bi oni to govorili, okupljali su se u centralnom djelu sela na platou Cintor gdje je nekad stajala crkva posvećena istom svetcu (sagrađena 1885.g.-srušena 1942.g.). Novim razvojem sela postoji mogućnost ponovnog oživljavanja ovog događaja u vidu turističke manifestacije.
U sklopu turističke ponude nacionalnog parka prirode Lonjsko polje postoji isplanirana biciklistička staza pod oznakom "Sunjska ruta 4" dugačka 50 km i prolazi kroz ovo selo, u pravcu Hrvatske Dubice i dalje. Udaljenost Lonjskog polja zračnom linijom je svega 6 km, tako da se veoma često i ovdje vide ptice stanovnici parka, kao i gnijezdilišta roda. Cestovna udaljenost do Lonjskog polja je oko 30 km.
Postojanost odrđenih kapaciteta kao što su blizina parka Lonjsko polje, blizina rijeka Une i Save, veliko lovište, razni izvori pitke vode, ljepota krajobraza, ukazuju da bi se s razvitkom ovog sela mogao razviti i seoski turizam.

## Sport
U naselju je od 1973. do 1991. godine postojao nogometni klub NK Petar Mećava Živaja, nazvan po narodnom heroju iz Živaje, Petru Mećavi.

## Vanjski izvori
- Istorija Banija  Arhivirana inačica izvorne stranice od 19. ožujka 2008. (Wayback Machine)
- "Službeni vjesnik" br.23 od 19.07.2007.g., str.864
- N. Budak, „Habzburzi i Hrvati“, Matica Hrvatska, br. 3 (jesen 2002.).  Arhivirana inačica izvorne stranice od 28. rujna 2012. (Wayback Machine) ISSN 1331-0992